# Robledollano
Robledollano est une commune de la province de Cáceres dans la communauté autonome d'Estrémadure en Espagne.

## Géographie
La commune est située entre Navalmoral de la Mata et Deleitosa, dans la comarque de Los Ibores.

## Économie
Les habitants travaillent essentiellement dans l'agriculture (Culture de l'olivier et du bois de chataignier), l'industrie, la construction.

## Culture et patrimoine
La fête de la Vierge de la Neige (Virgen de la Nieve) se deroule la première semaine d'août ou a lieu des processions et des messes et des jeux pour les enfants.